# Szalay Lajos
Szalay Lajos (Őrmező, 1909. február 26. – Miskolc, 1995. április 1.) Kossuth-díjas magyar grafikus, a 20. századi magyar rajzművészet megújítója. „Szalay Lajost úgy tartjuk nyilván, mint az új magyar grafika újjászülőjét” (Beke László, 1970). Művészetét világszerte elismerték, Pablo Picasso szerint „Ha két grafikus neve marad fenn az utókornak a huszadik századból, a másik én leszek, ha csak egy, az Szalay Lajos lesz.”
Gyermekkorát Tarnabodon és Miskolcon töltötte, majd a Képzőművészeti Főiskolán tanult. 1946-ban Párizsba utazott, innen rövidesen Argentínába emigrált, a tucumáni egyetemen, majd a Buenos Aires-i képzőművészeti főiskolán tanított. Grafikusként hamar nagy hírnévre tett szert, több rajzalbuma is megjelent, és azt írták róla, hogy az argentin rajzművészetnek két korszaka van: a Szalay előtti és a Szalay utáni. 1960-ban családjával együtt az USA-ba költözött. Itt készült világhíres Genezis című albuma. Első hazai önálló kiállítása 1972-ben volt. Ezután hazalátogatásai sűrűsödni kezdtek, gyakran töltött hosszabb-rövidebb időt Budapesten, de főleg Miskolcon. A Szalay-házaspár 1988-ban költözött végleg haza: Miskolcon, a Hunyadi utca 4. szám alatt kaptak lakást Miskolc városától. 1992-ben a város ugyanabban az utcában, a 12. szám alatti ún. Petró-házban önálló kiállítóhelyet biztosított munkái számára. 1993-ban Miskolc díszpolgára lett. 1995-ben hunyt el, a Szentpéteri kapui temetőben nyugszik.

## Fiatalkora
A felvidéki Őrmezőn született. Apja Szalay Nándor vasúti alkalmazott („állomásfelvigyázó”), anyja Sike Karolin, paraszti származású asszony volt. A család rövidesen Miskolcra költözött, a Bocskai utca 13. szám alá. Gyermekkorát ezután felváltva a városban és falun töltötte, az iskolai szünidőket rendszeresen anyai nagyszüleinél, Tarnabodon. Szeretett falun lenni, ahol a természet közelségében ismerkedhetett meg a növényi és az állati élettel. Amikor apja tüdőszanatóriumba került, a család egy időre Tarnabodra költözött. Itt egy földmérő mérnök adott a kezébe papírt és ceruzát, és saját emlékei szerint ekkor, hároméves korában készült az a rajza, ami egy biciklijét támasztó embert ábrázol. Mivel Tarnabodon egyedül Szalay Nándornak volt kerékpárja, egyértelmű, hogy a gyermek ezzel fejezte ki apja hiányát. Az első világháború során apját besorozták, ekkor ismét Tarnabodra költöztek anyjával, és a nagyszülői házban laktak. A családi munkamegosztásban a gyerek dolga volt a négy ökör őrzése. „A gyerekszoba helyett a gyerekistálló nevelt. … Meg nagyanyám, aki szinte kézenfogva járt Istennel” – írta. Szerette ezt az életet. Az elemi iskola első két osztályát a faluban végezte. Itt fordult elő az az eset, hogy házi feladatként rajzot kellett készíteniük a tanulóknak. Amikor a fiú bevitte saját rajzait, a tanító megdöbbent és azonnal behívatta anyját az iskolába. „Ezt ő rajzolta? – Igen tanító úr, de nem fog többet megtörténni! (Ugyanerre a mondatra a Szalay Lajos 80 éves című, 1990-ben készült filmben – rendezője B. Farkas Tamás, operatőre Koltai Lajos – így emlékszik: – Majd kiverem belőle!) Ezeket a rajzokat elküldték Bécsbe egy kiállításra, 1918 körül. A rajzok közül egy fennmaradt (13,7×23,3 cm, magántulajdonban van), és meglepő, hogy a kilencéves fiú tusrajzán már felfedezhető a későbbi művész jellegzetes vonalkezelése. „Már a kompozíció, maga az elképzelés is merész egy 9 éves kisfiútól: szögesdrót-sövénytől a néző felé lejtő földdarabon elesett katonák halomban fekszenek. A testek rövidülései, a kompozíció tagoltsága, az élettelen testek szuggesztivitása már jelez valamit a formálódó rajzolóból.”
A háború után Miskolcon laktak, a fiú itt folytatta az elemi iskolát, de nehéz volt Tarnabod után átszoknia a városi életbe. A harmadik és a negyedik osztályt a MÁV-telepi iskolában végezte el. Tízéves korában iratkozott be a Fráter György Katolikus Főgimnáziumba. Első tanára, aki 13–14 éves korában kezdett foglalkozni vele, Balogh József volt, aki képzőművészeti magán szabadiskolát működtetett Miskolcon. E korszak rajzi próbálkozásaiból alig maradt meg néhány (önarcképek, mozdulattanulmányok, szoborrajz). Gimnazistaként részt vett a Zászlónk című folyóirat rajzpályázatán, amelynek első díját Konecsni György, második díját pedig ő nyerte. Végzős diákként ő kapta a legjobb magyar érettségi dolgozatért járó 100 pengős díjat, a Munk Pál, hernádnémeti földbirtokos által kiírt pályázat nyerteseként, ugyanakkor a gimnáziumi rajzversenyt is megnyerte.

## A pályakezdés
Először Muhits Sándor vezette be a művészetbe. Még gimnazista volt, amikor részt vett a Képzőművészeti Főiskola miskolci művésztelepének munkájában – Benkhard Ágost telepvezető jóvoltából. Igen fontos dolog volt ez a fejlődése szempontjából, mert az ifjú tehetségek együtt dolgozhattak a főiskolásokkal. Itt ismerkedett meg Csabai Kálmánnal, a későbbi miskolci festőművésszel, aki majdan megszervezi a külföldről hazatérő Szalay miskolci letelepedését. 1927-ben került Budapestre, a Főiskolára. Már a felvételin megismerkedett „Konecsni Jóskával” (tk. Konecsni György), aki megnyerte előtte a Zászlónk rajzpályázatát. Főiskolai évei szürkék voltak, az állandó pénzhiány is meghatározta hangulatát. Ezért 1930 őszén – az apja révén járó szabadjeggyel – kiutazott Párizsba, zsebében mindössze húsz pengő volt. Ott Picasso művészetét tanulmányozta. Kilenc hónap után tért haza. 1936-ban kitűnő előmenetellel, rektori dicsérettel, Székely Bertalan-díjjal fejezte be a negyedik évet. Ezután a rektor – kommunizmus iránti szimpátia vádjával – eltanácsolta a főiskoláról. Nehéz időszak következett, amiben – furcsa módon – a megnyugvást és a jóllakást a katonai szolgálat jelentette. A fronton a háború szörnyűségei, a nehéz frontviszonyok adtak bőséges anyagot neki. 1939-ben megnősült, felesége Hering Júlia (1910–2000), aki a festő haláláig hű társa és támasza volt.
Rajzainak témája két vonulatba sorolható: az elesettek ábrázolása és a vallásos rajzok. Ezeken az alkotásokon a vonalak hol egy lendülettel metszik ki a figurákat, hol aprólékos, tördelt vonalak sokaságával ábrázol, jellemzőjük a megemelt nézőpont. A rajzok nem annyira konkrét jeleneteket, figurákat ábrázolnak, inkább magatartásformákat, lelkiállapotokat, miközben a kompozíció jellege is meghatározó. Farkas István festőművésznek, a Singer és Wolfner Kiadóvállalat vezetőjének köszönhetően megbízásokat kapott. Illusztrálta – többek között – Steinbeck, Cervantes és Dosztojevszkij műveit, majd 1939-ben Szabó Lőrinc verseihez készített rajzokat. Ekkor írta a költő a Szalay-rajzokról: „…éreztem szuggesztív erejüket, vonalaik és foltjaik szikár, kemény vagy súlyos líráját… A rajzok, melyeket az én költeményeimhez készített, önálló munkák.” Ugyancsak Farkas István révén jelenhetett meg első, hatvan rajzot tartalmazó albuma, 1941-ben. A kiadványhoz az előszót Kassák Lajos írta: „Vonalai szinte érzékien hajlékonyak, körülzárt formaalakzatai monumentálisak…”. Második hatvan rajzát tartalmazó kiadványa 1945-ben jelent meg, ennek előszava Kállai Ernő munkája: „…művei között sok a világirodalom régi és modern remekeitől sugallt illusztráció”.

## Külföldön
1946-ban összetalálkozott Boldizsár Ivánnal, aki besorolta a Párizsba utazó békedelegációba. Amikor megkérdezte tőle, hogy miért teszi ezt egy idegen grafikussal, a következő választ kapta: „Mindig szerettem volna József Attilán segíteni, de akkor nem volt rá módom. Mivel téged is sokra tartalak és valahogy József Attilára is emlékeztetsz, rajtad keresztül rovok le egy szinte adósságot, amit Attila iránt éreztem.” Párizsban a Les Lettres Françaises rajzolója lett, ami jövedelmet biztosított számára. A következő évben Georges Rouault révén UNESCO-ösztöndíjat kapott. A megfelelő színvonalú megélhetésre azonban ez sem volt elég, ezért 1948-ban – orvosi tanácsra – feleségével együtt Argentínába utazott. Itt már a következő évben a tucumáni (San Miguel de Tucumán) egyetem szerződtetett tanára lett. Gyorsan megtanult spanyolul, művészetét megbecsülték. 1949-ben itt is megjelent egy önálló albuma, Impresiones de un Inmigrante (Egy bevándorló benyomásai) címmel. Bevezetője egyebek mellett így szólt: „Szalay Lajos egy fiatal magyar bevándorló, aki pár hónapja érkezett Buenos Airesbe, poggyász nélkül, csupán rendkívüli művészi tettvággyal, lelkesedéssel, tiszta hittel tarsolyában.” Később, 1958-tól 1961-ig a Buenos Aires-i képzőművészeti főiskolán tanított. Egyik kiállítása alkalmából azt írták vele kapcsolatban, hogy az argentin rajzművészetnek két korszaka van: a Szalay előtti és a Szalay utáni. Argentínában született lánya, Mária Klára.
Argentínai tartózkodása alatt kialakult egy művésztársaság, amely gyakran összejárt egy kávéházban beszélgetni a művészet kérdéseiről. A társaság két tagja, Diego F. Pró és Lorenzo Dominguez, fontosnak tartották írásban is megörökíteni e beszélgetések légkörét, hangulatát. „Igazán szép beszélgetésekkel eltöltött esték voltak ezek. … Szalay kinyit egy rajzmappát. Mesteri rajzok kínlódó, kiterjedés nélküli vonalakkal, melyek belecsordulnak a sík két dimenziójába. Nincs meg rajtuk a formák és a görbe vonalak nyugodt lágysága, a plasztikus formák klasszikus látásmódja. Nem olyan rajzok, melyeket bármilyen irányból lehetne nézegetni. Nem is festőiek. Szigorú rajzok.” Fontos albumai jelentek meg Lajos Szalay Dibujos Drawings címmel 1954-ben (103 rajz) és 1957-ben (117 rajz).
Nagy megrázkódtatást jelentett számára az 1956-os forradalom – elsősorban saját tehetetlensége okán. Tízezer kilométernyi távolságból hallgatta a híreket Magyarországról és olvasta a sajtó híradásait. Argentínában nagy szimpátiával figyelték a forradalmi eseményeket, Pedro Eugenio Aramburu tábornok, köztársasági elnök kijelentette: „Minden argentin szívben egy kis Magyarországnak kell élnie.” Szalay hallgatta a híreket és éjjel-nappal rajzolt, így fejezte ki érzelmeit: megrajzolta a forradalmat. „Megpróbáltam lerajzolni, amit hallottam. Nem illusztráltam, a rádió által provokált hangulatban rajzoltam. A rajzokon rajta van az akkori hangulat. … Hallgattam a rádióban a híreket, és rajzoltam. A rajzok a rádióhírekre érzett személyes megindulásom grafikus vetületei.” 1956 októberében 50–60 rajzot adott át Fercsei Jánosnak, egy Buenos Aires-i újság magyar szerkesztőjének, majd november 4. után egy újabb adagot. A művész nem kért pénzt a rajzokért, csak azt tartotta fontosnak, hogy jelenjenek meg, és hogy ő készíthesse a kiadvány tipográfiáját (SOS – El drama de Hungaria). A brosúrára a pénzt a dél-amerikai magyarság és Czanyó Adorján nyomdája adta össze, ötezer példányban jelentették meg. Az anyagot elküldték a világ vezető lapjaihoz és az ENSZ-be is, és a diplomaták álláspontját ténylegesen befolyásolta '56 megítélésében. A rajzokat „a tragikum megmutatásának feszültsége hatja át” (Biczó), és hihetetlen, hogy Szalay drámai lényeglátással úgy mutatja meg a forradalmat, hogy maga voltaképpen nem is volt részese annak. Sajnálatos, hogy az eredeti rajzok eltűntek, vagy legalábbis lappanganak, így csak reprodukciókból ismertek. A rajzanyagból Gulyás Gyula készített döbbenetes erejű, majd’ félórás filmet Szabadságszerelem címmel, amelyet Selmeczi György zenéje tesz még robusztusabbá.

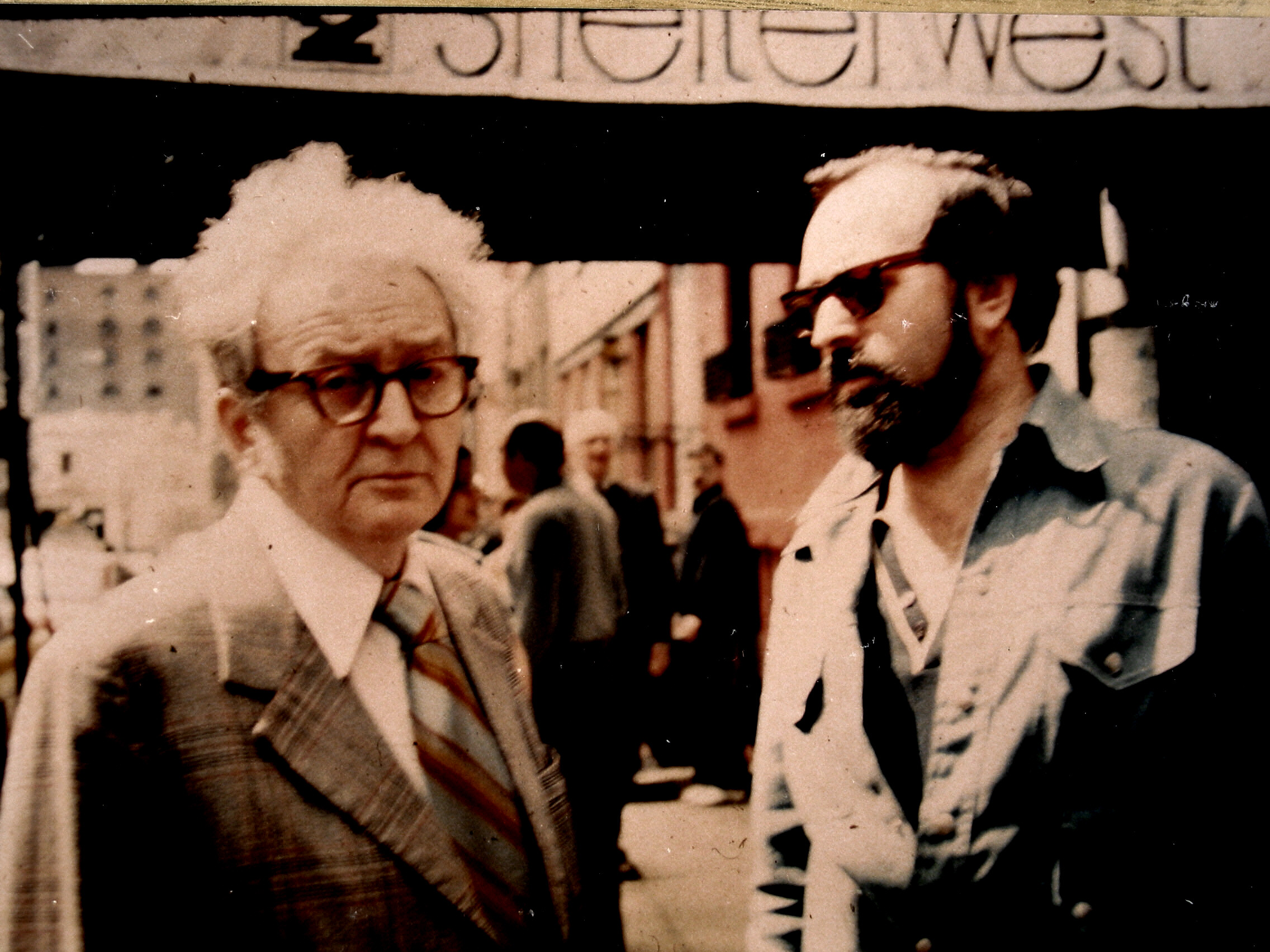
Szalay Lajos és Vígh István New Yorkban, 1979-ben

Az ′56-os kiadvány végső soron Szalay életére is kihatással volt: kivívta a helyi baloldali értelmiségi elit gyűlöletét, ami szinte ellehetetlenítette argentínai tartózkodását. A körülmények „második hazájuk” elhagyására kényszerítették, 1960-ban – csehszlovák kvótával, minthogy az akkoriban csehszlováknak számító területen született – megkapta az USA-vízumot, amit személyesen az amerikai konzul adott át számára, és 1960. június 9-én családjával New Yorkban telepedett le. Ötvenegy éves korában, az angol nyelvet nem beszélve kellett új életet kezdenie. Eleinte reklámrajzokat készített (például a Librium idegnyugtatóhoz), jól is keresett vele. A kinti magyarok egy része azonban itt is ellene fordult: közbenjárásukra megvonták tőle a megbízást, ami azért is keserűséggel töltötte el, mivel a főiskoláról kommunista gyanú miatt rúgták ki, és most a fasiszta jelzőt aggatták rá. Mint írta: „Sajnos és szégyen. Amerikában mindig és mindenütt magyarok akadályoztak”. Maga Szalay Lajos a saját életét egy fejre állított Divina Commediának tartotta: Tarnabod a Mennyország, Miskolc, Budapest, Párizs a Purgatórium, New York a Pokol.
Új stílusjegyek jelentek meg rajzain ebben az időben: gyakori szimbólumai a kentaur, az oroszlán és a sárkány – a rossz jelképei, a szárnyas angyal a jó megtestesítője. Példaként említendő alkotása ebből a korszakból a Kiűzetés. Fontos alkotásai még az 1962-ben készült Illyés-illusztrációk. Illyés Gyula ekkor volt 60 éves, Szalay ezzel köszöntötte a költőt. Ezután következett életművének talán legjelentősebb együttese, az 1966-ban, New Yorkban megjelent Genezis, az Ószövetség illusztrálása 124 rajzzal. Szalay Lajos Genezise azonban mégsem szokványos Biblia-illusztráció, már a kiadó (Madison Avenue Church Press) is egyenesen grafikai interpretációnak nevezte. A Biblia szövege és a rajzok eleinte szépen illeszkednek egymáshoz, de később fokozatosan kiemel egyes elemeket, variálja a témát, majd szinte maivá válik az interpretáció. Ugyanezt a vonást emelte ki Beck András is, aki szerint ez a könyv „…mindnyájunk égető kérdéseit, eleven sebeit, saját életünk borzalmait fedi fel félelmetes erővel és döbbenetes intenzitással. … Szalay rajzai mindenki számára érthetőek és élvezhetőek. Noha telve van utalásokkal, szimbólumokkal, formai nyelve annyira reális, annyira expresszív, hogy félreértésnek nincs lehetősége”. A Genezis az egész világon sikert aratott – ha nem túl profán ezt a kifejezést használni akár a téma, akár a művész vonatkozásában. A rajzokat kritikusok, hozzáértők sora méltatta, mindenki elismeréssel szólt róla, reveláció erejűnek tartva őket.
Szalay Lajos plasztikát is készített. Ennek nehézségeiről a fent említett argentínai asztaltársaság körében is szót ejtett. Nemrégiben került elő Tucumánban egy gipszből készült alkotása is, de fontosabb az a bronz dombormű, amelyet az 1956-os forradalom és szabadságharc ihletett, és a Norwalki Magyar Bizottság felkérésére készített el. A Hungary 1956 című domborművet Norwalkban (Connecticut, USA), a Freese Parkban helyezték el. A kezdeményező Hamza András református lelkész volt, az anyagiakat főként az ottani magyarság adakozása biztosította. A dombormű másolatát 2009-ben a Miskolci Egyetemen helyezték el.

## Útja hazafelé, itthon

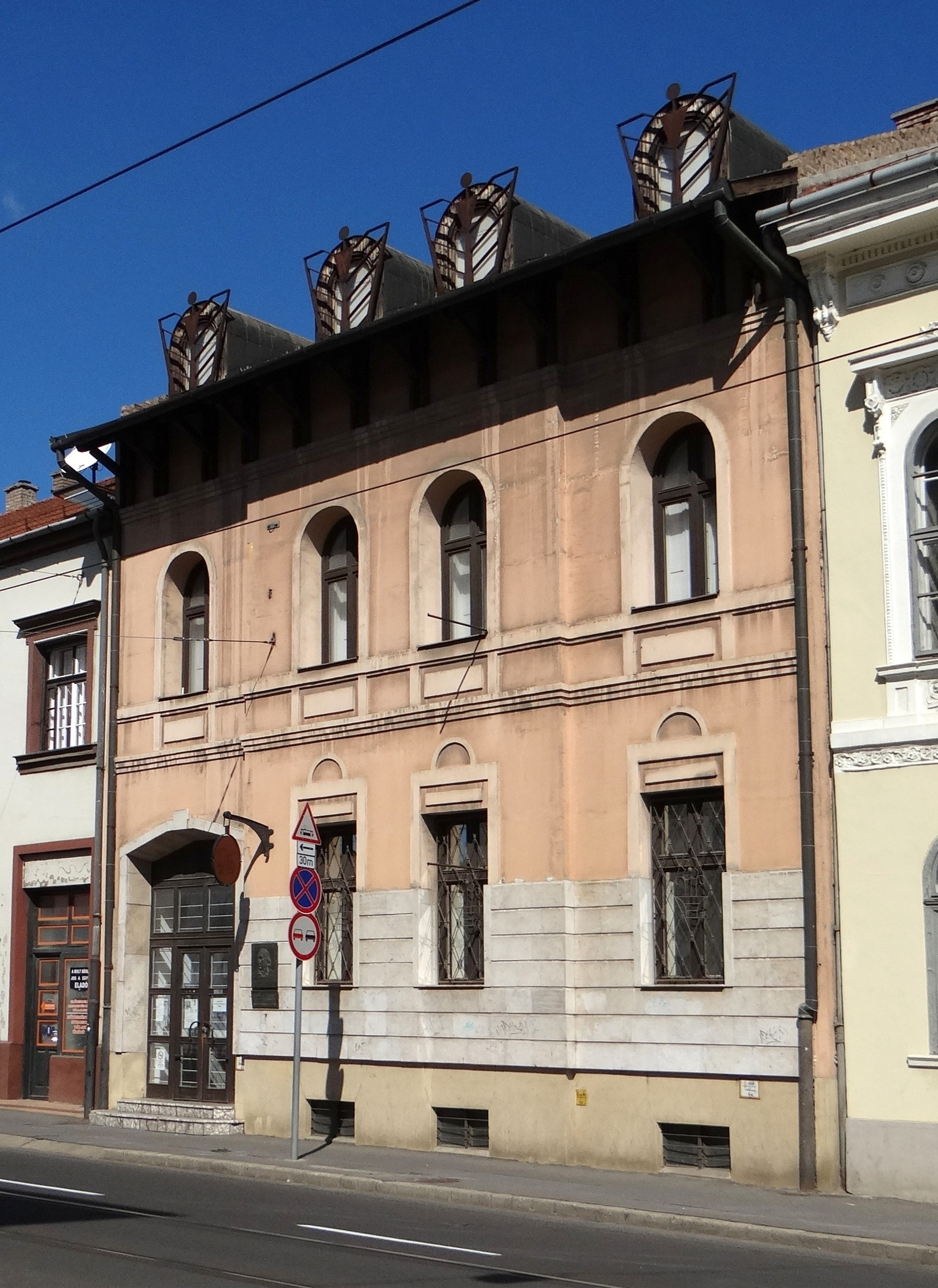
A Petró-ház Miskolcon, Szalay Lajos állandó kiállításának helyszíne

Szalay Lajos első hazai önálló kiállítása 1972-ben volt a Magyar Nemzeti Galériában, 1973-ban pedig megjelent a Genezis Magyarországon is. Szalay Lajos az 1970-es évektől már rendszeresen látogatott haza, sőt bizonyos kétlakiság is kialakult: a nyarakat Magyarországon töltötték, csak ősszel utaztak vissza New Yorkba. Nándor öccse Budapesten élt, nála is vendégeskedtek, de főleg Miskolcon laktak a város vendégházában, Miskolctapolcán. Ezekben az években merült fel a végleges hazaköltözése Miskolcra, abba a városba, ahol szülei és húga is éltek. Miskolctapolcán sokat dolgozott, itt készült az Ómagyar Mária-siralom és az Énekek éneke című sorozata. Utóbbi 1991-es kiadásához Supka Magdolna művészettörténész a következőket írta: „Mi itt Magyarországon, még mindig nem tudjuk, ki is ez a Szalay Lajos, mit jelent nekünk és a világnak az az egyénien sajátos, áramlatoktól, előképektől független rajzi irály, amellyel ő a magyar és az egyetemes művészet szókincsét gazdagította.” Közben számos reprezentatív kiállítása volt New Yorkban, Buenos Airesben és máshol, de itthon is (Miskolcon, Szolnokon, Salgótarjánban, Békéscsabán stb.).

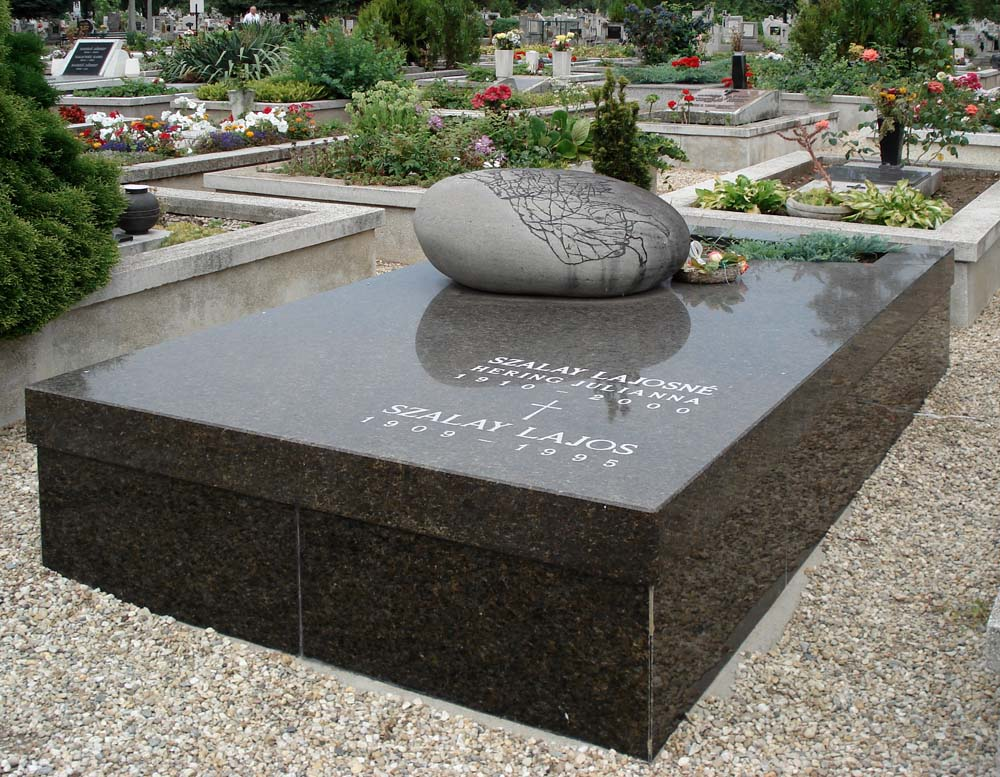
Szalay Lajos sírja a miskolci Városi Temetőben. A síremlék Varga Éva alkotása

Szalay 1988. május 31-én a hazai művészeti múzeumoknak 450 rajzát ajánlotta fel, hogy – ahogy írta – „a szülőföldem iránt érzett szeretetemet és hálámat ez is kifejezze”. A Szalay-házaspár 1988-ban költözött végleg haza: a Hunyadi utca 4. szám alatt kaptak lakást Miskolc városától. Ekkor már keveset rajzolt, de otthona kis művészeti központ lett, művészek, írók, filmesek látogatták. 1992-ben Miskolc önálló kiállítóhelyet biztosított munkái számára: a Hunyadi utca 12. szám alatti házat, amely korábban a jelentős miskolci műgyűjtő, Petró Sándor orvos tulajdona volt. Azóta a ház a Szalay-gyűjtemény állandó kiállítóhelye. Ugyancsak 1992-ben Kossuth-díjban részesült. 1993. május 11-én Miskolc városa díszpolgárává választotta („Életműve, művészete jelenség a magyar kultúrában, egyszeri és megismételhetetlen. … Miskolc büszke Szalay Lajosra, akinek helye az egyetemes rajzművészet alkotói sorában a legnagyobb mesterek között van.”). Egészsége ekkor már régóta nem volt kifogástalan, 1995. április 1-jén elhunyt. Temetése április 5-én volt, a Szentpéteri kapui temetőben helyezték végső nyugalomra, a búcsúbeszédet Gyurkovics Tibor író mondta. Gránit-andezit síremlékét Varga Éva szobrászművész készítette, 2000-ben avatták. Ugyancsak Varga Éva alkotása a Petró-ház falán elhelyezett portré-dombormű. Születésének 100. évfordulójáról, 2009-ben életmű-kiállításokkal emlékeztek meg (Kogart Ház, Petőfi Irodalmi Múzeum, Miskolci Galéria).

## Elismerései
- 1928 – KÉVE grafikai díj
- 1936 – Budapest székesfőváros festészeti ösztöndíja
- 1944 – Szinyei Merse Pál Társaság Zichy Mihály grafikai díja
- 1947 – UNESCO ösztöndíj, Párizs
- 1972 – Dózsa György születésének 500. évfordulóján meghirdetett pályázat első díja
- 1980 – A Magyar Népköztársaság Zászlórendje
- 1982 – IBA – Internationale Buchkunstausstelung Leipzig, ezüstérem
- 1988 – Miskolci Téli Tárlat, nagydíj
- 1989 – Doctor Honoris Causa (Tiszteletbeli doktor), Magyar Képzőművészeti Főiskola
- 1989 – Kiváló művész
- 1990 – Miskolci Téli Tárlat, a Miskolci Galéria díja
- 1992 – Kossuth-díj
- 1993 – Miskolc Megyei Jogú Város díszpolgára

## Rajzkönyvei
- Szalay Lajos hatvan rajza. Bevezető: Kassák Lajos. Bolyai Akadémia, Budapest, 1941
- Szalay Lajos rajzai. Bevezető: Kállai Ernő. Új Idők, Budapest, 1945 (65 rajz, 1 címlap)
- Luis Szalay: Impresiones de un inmigrante (25 dibujos de Luis Szalay). Ediciones de la municipalidad Cuadernos des Buenos Aires IX., Buenos Aires, 1949
- Lajos Szalay Dibujos Drawings. 1937–54. Universidad Nacional de Tucumán, Tucumán, 1954 (103 rajz, 1 címlap)
- Lajos Szalay Dibujos-Drawings. Bevezető: Jorge Romero Brest. Guillermo Kraft Limitada, Buenos Aires, 1957 (117 rajz, 1 címlap)
- Genesis. A Graphic Interpretation 124 drawings. Lajos Szalay. Bevezető: David H. C. Read. Madison Avenue Church Press, New York, 1966
- Genezis. Szalay Lajos rajzai. Bevezető: D. Fehér Zsuzsa. Magyar Helikon, Budapest, 1973 (124 rajz)
- Szalay Lajos rajzai. Bevezető: Szalay Lajos. Békés Megyei Könyvtár, Békéscsaba, 1979 (54 rajz, 1 címlap)
- Szalay Lajos hatvan rajza. Bevezető: Kassák Lajos. Második kiadás: Püski Sándor, New York, 1980
- Szalay (Szalay Lajos rajzai). Bevezető: Fodor András. Békés Megyei Könyvtár, Békéscsaba, 1980 (15 rajz)
- Szalay (Szalay Lajos rajzok). Bevezető: Keresztury Dezső. Békés Megyei Könyvtár, Békéscsaba, 1981 (107 rajz)
- Énekek éneke (Szalay Lajos rajzai). Bevezető: Supka Magdolna. Miskolci Galéria, Miskolc, 1991 (14 rajz, 1 fotó)
- Lajos Szalay Dibujos Drawings. (1937–54) Universidad Nacional de Tucuman, Tucuman (Argentína) 1992
- Lovak. Szalay Lajos lovas rajzaiból. Bevezető: Sümegi György, interjú Szalay Lajossal: Környeyné Gaál Edit. II. Rákóczi Ferenc Könyvtár, Miskolc, 1993 (21 rajz)

## Egyéni kiállításai
- 1949 – Tucumán, Argentína
- 1955 – Galeria Krajd, Buenos Aires
- 1957 – Galeria Antigona, Buenos Aires
- 1958 – Montevideo
- 1958, 1959 – Galeria van Riel, Buenos Aires
- 1958 – Pan American Union, Washington
- 1961 – Plastica Galeria de Arte, Buenos Aires
- 1961 – Wigder Gallery of Modern Art, Washington
- 1961 – Hungarian Week, Rutgers University, New Jersey
- 1960-as évek – Gallery of Fine Art, Virginia Beach
- 1968 – Gaspary Gallery, Rockefeller University, New York
- 1969 – Gallerie Ustel, Toronto
- 1972 – Magyar Nemzeti Galéria, Budapest
- 1975 – Nickolaus Exercise Center, New York
- 1976, 1977 – Galeria Birger, Buenos Aires
- 1980 – Magyar Nemzeti Galéria, Budapest
- 1981 – Miskolci Galéria
- 1981 – Megyei Művelődési Központ, Szolnok
- 1982 – I. Országos Rajzbiennálé, Salgótarján
- 1983 – Zichy-kastély, Óbuda
- 1984 – Vigadó Galéria, Budapest
- 1986 – Megyei Könyvtár, Békéscsaba
- 1986 – Tanítóképző Főiskola, Baja
- 1988 – Mini Galéria, Miskolc
- 1988 – Városi Művelődési Ház, Mosonmagyaróvár
- 1989 – Bródy Sándor Megyei Könyvtár, Eger
- 1990 – Budapesti Történeti Múzeum
- 1990 – Megyei Könyvtár, Békéscsaba
- 1991 – Kossuth Lajos Művelődési Központ, Sátoraljaújhely
- 1991 – Vármegye Galéria, Budapest
- 1991 – Miskolci Galéria
- 1992 – Zichy-kastély, Óbuda
- 1992 – Magyar Köztársaság Főkonzulátusa (Győrfi Sándorral), New York
- 1992-től – Szalay Állandó Kiállítás, Petró-ház, Miskolc
- 1993 – Collegium Hungaricum, Bécs
- 1994 – Sárospataki Képtár
- 1994 – Zichy Galéria, Leiden
- 1997 – Vermeer Galéria de Arte, Buenos Aires
- 1998 – Városi Művészeti Múzeum, Győr
- 1999 – Budapest Galéria
- 1999 – Országos Idegennyelvű Könyvtár, Budapest
- 2006 – Miskolci Galéria
- 2008 – Koller Galéria, Budapest
- 2009 – Életmű-kiállítás, Kogart Ház, Budapest
- 2009 - Jászi Galéria, Budapest
- 2009 – Petőfi Irodalmi Múzeum, Budapest
- 2009 – Életmű-kiállítás, Miskolci Galéria
- 2010 - Jászi Galéria, Budapest

## Filmek
- Genezis. Rendező: B. Farkas Tamás, operatőr: Koltai Lajos, 1972
- Újra itthon. MTV, 1980
- Töviseim befelé nőttek. MTV, 1990
- Szalay Lajos 80 éves. Rendező: B. Farkas Tamás, operatőr: Koltai Lajos, 1990
- Beszélgetés Szalay Lajossal. Rendező-operatőr: Orosz Miklós, 1991
- Szabadságszerelem. Készítették: Gulyás Gábor, Dobrik Rezső, Kisfaludy András, Gulyás Gyula, zene: Selmeczi György